# Chimarrhis ekmanii
Chimarrhis ekmanii är en måreväxtart som beskrevs av Attila L. Borhidi. Chimarrhis ekmanii ingår i släktet Chimarrhis och familjen måreväxter.
Artens utbredningsområde är Haiti. Inga underarter finns listade i Catalogue of Life.